# Klaus Pringsheim senior
Klaus Pringsheim sen. (* 24. Juli 1883 in Feldafing; † 7. Dezember 1972 in Tokio, Japan) war ein deutscher Dirigent, Komponist, Musikpädagoge und Musikkritiker.

## Leben
Er entstammte der deutsch-jüdischen Kaufmannsfamilie Pringsheim aus Schlesien. Seine Eltern waren der Mathematiker Alfred Pringsheim und Hedwig Pringsheim geb. Dohm, Tochter der Frauenrechtlerin Hedwig Dohm. Er war der Zwillingsbruder von Katia Pringsheim, der späteren Ehefrau des Schriftstellers Thomas Mann. 
Anders als bei seiner Schwester und seinem Bruder Peter lag seine Begabung nicht im naturwissenschaftlich-mathematischen Bereich, sondern er widmete sich nach dem Abitur, das er 1901 am Wilhelmsgymnasium München ablegte, der Musik. Bereits als Kind war er am Klavier unterrichtet worden, und zu seinen späteren Mentoren gehörte unter anderen Gustav Mahler, bei dem er in Wien auch studierte. 1903 wurde seine erste moderne Tondichtung mit dem Titel Das Meer uraufgeführt.
Pringsheims erstes Engagement hatte er als Kapellmeister am Deutschen Theater in Prag. 1918 wurde er musikalischer Leiter der Berliner Reinhardt-Bühnen. Seit 1927 war er zudem als Musikkritiker beim Vorwärts tätig. In seinen Artikeln, die sich nicht nur musikalischen Dingen widmeten, hatte er die Nationalsozialisten heftig angegriffen. Im September 1931 wurde er an das Konservatorium Tokio als Professor für Kompositionslehre und Kontrapunkt berufen. Hierfür hatte sich Pringsheim vom Vorwärts beurlauben lassen. Eigentlich hatte er geplant, nach zwei Jahren wieder nach Deutschland zurückzukehren, was jedoch durch die „Machtergreifung“ der Nationalsozialisten verhindert wurde. Zunächst gelang es ihm, seinen Vertrag zu verlängern. 1937 wurde er jedoch, wie das japanische Außenministerium später bestätigte, auf deutsche Intervention hin entlassen. 1944 wurde er ausgebürgert und 1945 auf Veranlassung Josef Meisingers als „Anti-Nazi“ interniert. In den Jahren 1941 bis 1946 leitete er das Kammer-Symphonie-Orchester von Tokio. Nach dem Zweiten Weltkrieg versuchte er zunächst, in den Vereinigten Staaten Fuß zu fassen, wohin seine Zwillingsschwester Katia mit ihrem Ehemann Thomas Mann emigriert war, was ihm jedoch verwehrt bleiben sollte. 1951 wurde er von der Musashino Academia Musicae,  der größten Musikhochschule des Landes in Tokio, zum Professor für Komposition und Ensembleleitung berufen.
Pringsheim heiratete 1912 die Prager Tänzerin Klara „Lala“ Koszlerova. Mit ihr hatte er die gemeinsamen Kinder Emilie (1912–1976) und Hans Erik (1915–1995). Er ist nicht der leibliche Vater seines jüngsten Sohnes Klaus Pringsheim junior. Dieser Aspekt wurde in den Tagebüchern von Thomas Mann durch Golo Mann (auf Bitten von Klaus Pringsheim jun.) herausgenommen.
Zu seinen Schülern zählten die Komponisten Komei Abe, Shukichi Mitsukiri, Hisatada Otaka, Kosaburo Hirai und Saburo Takata sowie die Dirigenten Hiroshi Wakasugi und Taijiro Iimori.

## Ehrungen
- 1956: Verdienstkreuz I. Klasse der Bundesrepublik Deutschland
- 1968: Großes Verdienstkreuz der Bundesrepublik Deutschland